# چارلز پیتمن (بازیکن بسکتبال)
چارلز پیتمن (انگلیسی: Charles Pittman؛ زادهٔ ۲۳ مارس ۱۹۵۸) بازیکن بسکتبال اهل ایالات متحده آمریکا است.
از باشگاه‌هایی که در آن بازی کرده‌است می‌توان به فینیکس سانز اشاره کرد.